# Synsyllis longigularis
Synsyllis longigularis är en ringmaskart som först beskrevs av Addison Emery Verrill 1900.  Synsyllis longigularis ingår i släktet Synsyllis och familjen Syllidae. Inga underarter finns listade i Catalogue of Life.